# Gabelmontierung

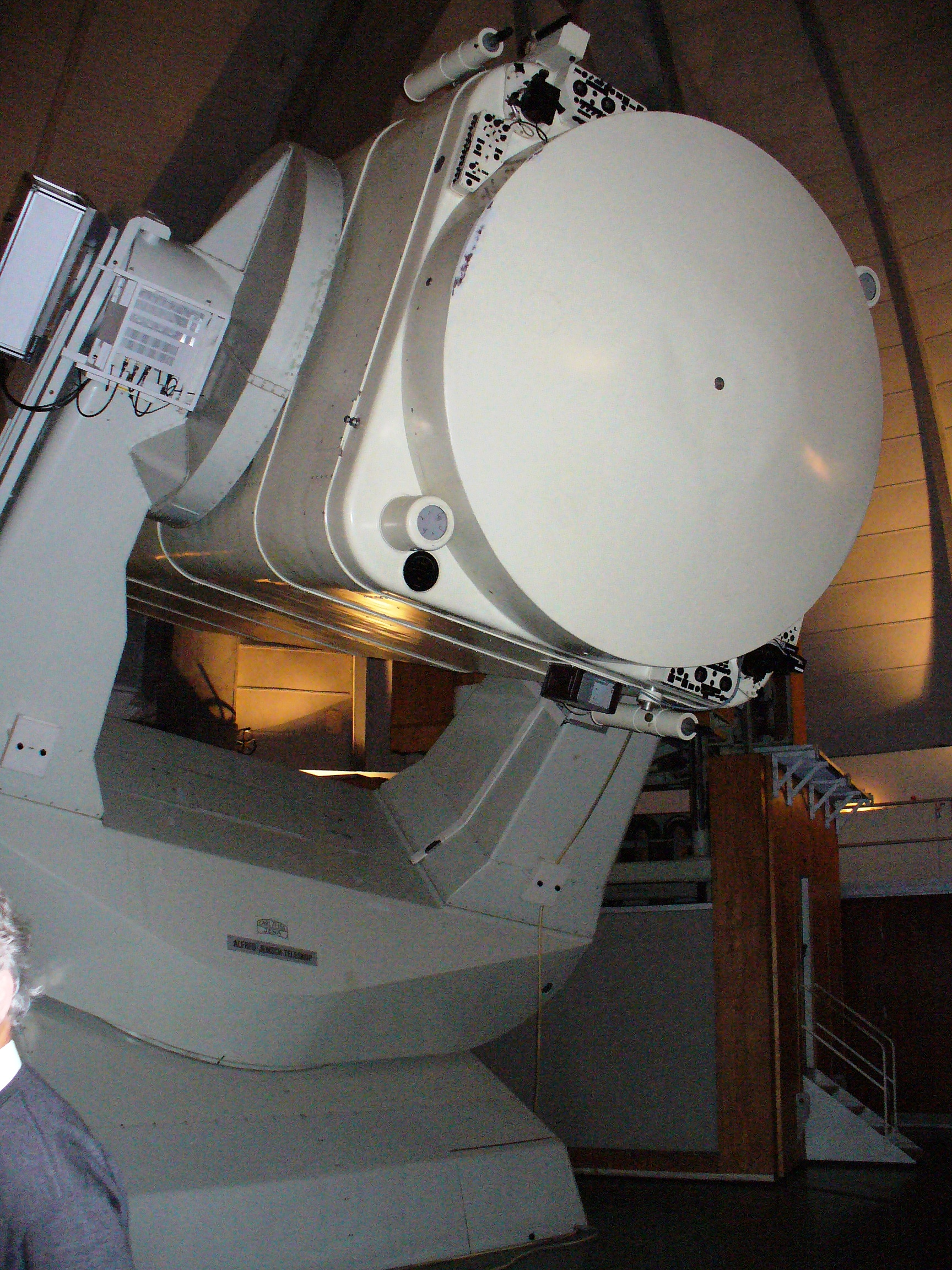
Großteleskop auf einer parallaktischen Gabelmontierung – das größte Schmidt-Teleskop der Welt in Tautenburg bei Jena

Eine voll adaptierbare Gabelmontierung in einer Amateursternwarte

Die Gabelmontierung ist eine Art der Halterung für Teleskope. Sie wird einerseits bei vielen Großteleskopen, andererseits oft bei Amateurteleskopen (beispielsweise von Celestron, Meade) verwendet. Die Gabelmontierung eignet sich parallaktisch montiert für mittlere und hohe geographische Breiten, azimutal montiert für alle Breitengrade. Sie eignet sich nicht für unterschiedliche Teleskope, sondern wird immer speziell für einen bestimmten optischen Tubus konzipiert. Sie ist ideal für kurze Baulängen (Cassegrain-Teleskop, Ritchey-Chrétien-Cassegrain-Teleskop), weniger für längere Tuben (Newton-Teleskop, Kepler-Fernrohr). Bei konventionellen, äquatorial gelagerten Gabelmontierungen ist die Gabel mit einer mehr oder weniger langen Stundenachse starr verbunden. Diese wiederum wird mit zwei Wälzlagern gelagert, die einen möglichst großen Abstand voneinander haben, um die Lagerbeanspruchung durch die hohe Kragbelastung klein zu halten. Nach der wesentlich besseren Konstruktion von Rudolf Pressberger (Purgathofer-Sternwarte, Sternwarte Davidschlag) gibt es gar keine „sichtbare“ Stundenachse. Die Lagerung der Gabel ist teilweise in die Gabel selbst hineinverlegt und auf ein kleines, und damit reibungsarmes, Traglager in Schwerpunktsnähe reduziert. Die Kragbelastung der Lagerung ist deutlich geringer. Das Antriebselement selbst übernimmt die Definition der Stundenachse. Diese neuartige Gabelmontierung ist unter der Bezeichnung „Neue österreichische Fernrohr Präzisionsmontierung“ (ÖPFM) schon vor 20 Jahren in der Zeitschrift „Der Sternenbote“ veröffentlicht worden. In Österreich sind nach dieser Konstruktion sieben Teleskope mit Spiegeldurchmessern zwischen 40 cm und 100 cm sehr erfolgreich gebaut worden.
Eine Sonderform dieses Montierungstyps stellt die einarmige Gabelmontierung dar. Es ist dies eine der jüngeren Entwicklungen, mit den Vorteilen der deutlichen Gewichtsreduktion bei gleichzeitiger Platzersparnis. Die Modelle der neueren Zeit (siehe Abbildung) kommen dabei gänzlich ohne Gegengewicht aus, indem die Hauptachse verschieblich gelagert ist, sodass sich die Montierung an das ihr zugemutete Gewicht adaptieren kann. Jedoch ist die Kragbelastung der Lager wieder hoch und sie tritt in beiden Achsen auf.
Ein Nachteil einiger kommerzieller Gabelmontierungen ist die Schwingungsanfälligkeit ihrer unterdimensionierten Arme, welche man nur durch eine steifere Bauweise in den Griff bekommen hätte, die das Gewicht wieder erhöhen würde und deshalb nicht eingesetzt wurde.
Von Vorteil ist, dass das Teleskop nicht durchgeschlagen werden muss, man also bei Astroaufnahmen die Belichtung weiterlaufen lassen kann, wenn das Objekt den Nord-Süd-Meridian durchläuft. Schmidt-Teleskope werden deshalb im professionellen Bereich fast immer in einer Gabel montiert.